# Trichina fumipennis
Trichina fumipennis är en tvåvingeart som beskrevs av Frey 1953. Trichina fumipennis ingår i släktet Trichina och familjen puckeldansflugor. Inga underarter finns listade i Catalogue of Life.